# 维尔瑟伦
维尔瑟伦（德語：Würselen，發音：[ˈvʏʁzələn] ⓘ）是德国北莱茵-威斯特法伦州科隆行政区亚琛城市区的城市，面积34.39平方千米，2023年12月31日人口为38,750人。

## 友好城市
维尔瑟伦与以下城市结为友好城市：
- 德国 希尔德堡豪森
- 法國 莫尔莱
- 布吉納法索 雷奥（英语：Réo）
- 義大利 坎帕尼亚蒂科
- 中國 瑞昌市